# Aurul lui Mackenna
Aurul lui Mackenna (titlul original: Mackenna's Gold) este un film western american realizat în 1969 de regizorul J. Lee Thompson după romanul omonim din 1963 a scriitorului Will Henry. Muzica filmului este semnată de Quincy Jones, iar melodia de titlu este interpretată de José Feliciano. 
Tema filmului este fictivă: munți întregi de aur ai indienilor băștinași la care se putea ajunge doar printr-un canion îngust cunoscut doar de ei, era ținut secret și apărat de aceștia de aviditatea conquistadorilor, iar mai târziu a americanilor, de a intra în posesia lor.

## Distribuție
- Gregory Peck – Marshal Sam Mackenna
- Omar Sharif – Colorado
- Telly Savalas – Tibbs
- Camilla Sparv – Inga Bergerman
- Keenan Wynn – Sanchez
- Julie Newmar – Hesh-Ke
- Ted Cassidy – Hachita
- Lee J. Cobb – editorul de ziar
- Raymond Massey – preotul
- Burgess Meredith – proprietarul de magazin
- Anthony Quayle – englezul în vârstă
- Edward G. Robinson – Adams
- Eli Wallach – Baker
- Eduardo Ciannelli – Prairie Dog
- Dick Peabody – Avila
- Rudy Diaz – Besh
- Robert Phillips – Monkey
- Shelley Morrison – Squaw
- Victor Jory – narator

## Melodii din film
- Old Turkey Buzzard, muzica de Quincy Jones, interpret José Feliciano